# براد ستايسي
براد ستايسي (بالإنجليزية: Brad Stacey)‏ (11 يونيو 1972 في أستراليا - ) هو لاعب كريكت أسترالي. لعب مع فريق فكتوريا للكريكت.

## وصلات خارجية
- براد ستايسي على موقع إي آس بي آن كريك إنفو (الإنجليزية)